# Genaro Díaz
Genaro Díaz Raigosa, född 19 april 1904 i Mexico City, död där 5 december 1963, var en mexikansk bobåkare. Han deltog vid olympiska vinterspelen 1928 i Sankt Moritz och placerade sig på 11:e plats. Han var bror till bobåkaren José Díaz.